# Neotis nuba
La avutarda núbica (Neotis nuba) es una especie de ave otidiforme de la familia Otididae propia del África subsahariana.
Puede ser encontrada en los siguientes países: Burkina Faso, Camerún, Chad, Mali, Mauritania, Níger, Nigeria y Sudán.
Sus hábitats naturales son: las sabanas áridas y las zonas de matorral árido tropicales.
Está amenazada por la pérdida de hábitat.